# Jean-Claude Mbemba
Jean-Claude Mbemba (1963. december 2. –) kongói válogatott labdarúgó. Ő volt a magyar labdarúgás történetében az egyik első meghatározó színes bőrű játékos.

## Pályafutása
Jean-Claude Mbemba 1985-ben érkezett Magyarországra, ahol a labdarúgás mellett a műszaki egyetemen tanult. 1988 és 1994 között játszott az élvonalban a Vasas játékosaként, majd később Veszprémben illetve Svájcban és Ausztriában is futballozott.
A kongói válogatottal szerepelt 1992-ben az afrikai nemzetek kupáján.
Mbemba még ma is Magyarországon él. Jelenleg a BKV-nál dolgozik mérnökként, segédkezett többek között a 4-es metró megépítésénél. Emellett tanulmányait folytatja a Magyar Testnevelési és Sporttudományi Egyetemen Labdarúgó Edző mesterképzési szakán.

## Mérkőzései a kongói válogatottban
| #  | Dátum            | Ellenfél         | Eredmény | Kiírás                            | Esemény |
| -- | ---------------- | ---------------- | -------- | --------------------------------- | ------- |
| 1. | 1991. július 14. | Zimbabwe         | 2 – 2    | Afrikai nemzetek kupája selejtező | 92'     |
| 2. | 1992. január 15. | Elefántcsontpart | 0 – 0    | Afrikai nemzetek kupája           | 58'     |

## Sikerei, díjai
Kongó:
- Afrikai nemzetek kupája negyeddöntős: 1992